# 鹿蹄橐吾
鹿蹄橐吾（学名：Ligularia hodgsonii）是菊科橐吾属的植物。分布在日本以及中国大陆的甘肃、贵州、陕西、云南、广西、湖北等地，生长于海拔850米至2,800米的地区，多生于山坡草地、河边以及林中，目前尚未由人工引种栽培。

## 异名
- Ligularia hodgsonii Hook. var. sutchuenensis (Franch.) Henry